# Abellada y Azpe
Abellada y Azpe fue un municipio español de la provincia de Huesca.

## Historia
Hacia mediados del siglo XIX, el municipio tenía contabilizada una población de 49 habitantes. Aparece descrito en el primer volumen del Diccionario geográfico-estadístico-histórico de España y sus posesiones de Ultramar de Pascual Madoz con las siguientes palabras:

ABELLADA Y AZPE: l. con alc. p. de la prov., adm. de rent. y dióc. de Huesca (8 1/2 leg.), part. jud. de Bollaña (2 3/4), aud. terr. y c. g. de Zaragoza (20 1/2); sit. en el valle de Nocito en una sierra bastante montañosa donde le combaten principalmente los vientos del N-E y O.; su clima es frio pero sano; constituyen el pueblo dos pequeños barrios dist. el uno del otro 1/4 de leg.; entre ambos cuentan 8 casas y dos igl. anejas de la parr. de Used, cuyo párroco pasa alternativamente en los dias feriados á decir misa en cada uno de los barrios y administra en los dos los sacramentos caso de necesidad. Confina el term. por el N. con el de Secoren: por el E. con el de Binueste (ald. de Matirero), por el S. con el de Used y por el O. con la pardina llamada Latorre; estendiéndose sus lím. en direccion de los espresados puntos 1/4 de leg. poco mas ó menos. El terreno, débil por naturaleza, lo han hecho casi del todo estéril las avenidas de los barrancos que han arrastrado con sus aguas las mejores capas de tierra. Prod. centeno, avena, patatas, algunas legumbres, hortalizas, lino y cáñamo; ganado lanar y cabrio; pobl. 8 vec.: 49 alm.: contr. 1275 rs. 14 mrs.
(Madoz, 1845, p. 48)

El municipio de Abellada y Azpe despareció de cara al censo de 1857 y el territorio pasó a formar parte del de Bara y Miz.